# Nuyakuk Lake
Der Nuyakuk Lake ist ein schmaler, 43 km langer See im Wood-Tikchik State Park im Südwesten Alaskas nahe der Bristol Bay, etwa 100 km nördlich von Dillingham.
Er liegt am Fuß der Ostflanke der Wood River Mountains, einem Gebirgszug der Kuskokwim Mountains. Im Westen gabelt er sich in die Buchten Portage Arm und Mirror Bay auf. An seinem nördlichsten Punkt ist der See über die Northwest Passage mit dem Lake Chauekuktuli und im Osten über die Tikchik Narrows mit dem Tikchik Lake verbunden. Über diesen See findet der Abfluss in den Nuyakuk River statt.
Die Bezeichnung der Ureinwohner Alaskas für den See ist „Nu-ya-kok“ und wurde erstmals 1910 von H. C. Fassett vom United States Bureau of Fisheries auf einer Karte verzeichnet.